# Karatuzszkoje
Karatuzszkoje (oroszul: Каратузское) falu Oroszország ázsiai részén, a Krasznojarszki határterületen, a Karatuzszkojei járás székhelye.
Népessége: 7456 fő (a 2010. évi népszámláláskor).

## Elhelyezkedése
Krasznojarszktól 550 km-re délre, a Karatuz (az Amil mellékfolyója) bal partja közelében helyezkedik el. Kb. 100 km-re délkeletre van (közúton) Minuszinszktól, mellyel autóbuszjárat köti össze.
Neve a türk „каратус” ('fekete só'), illetve a hakasz „хара тос” ('fekete fenékjég') szavakból származhat.

## Története

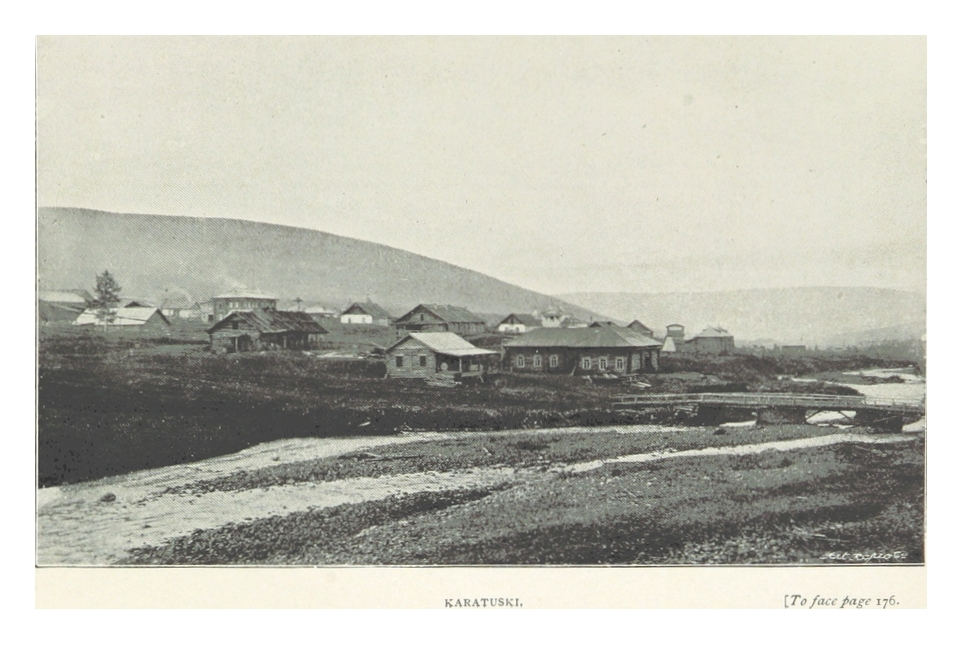
A falu 1897-ben

A terület a 18. második felében orosz határvidék volt, melyet számos kozák cölöpvár, őrhely védett. 1767-ben az Amilba ömlő Sadat folyócska partján is kozák őrhely létesült. Miután a „sadati erőd” (feltehetően) leégett, az ottani kozákok 1785–1787 között valamivel arrébb, a Karatuz partján építették fel új őrhelyüket, ahol már földet is műveltek. Matthias Alexander Castrén finn nyelvész, néprajzkutató, aki 1847 júliusában járt a vidéken, így írt róla: A Tuba [a Jenyiszej mellékfolyója] menti jó földeken viszonylag sűrű a lakosság, de mellékfolyóit, az Amilt és a Kizirt alig lakják. A legtávolabbi (a folyón legföljebbi) település a sadati kozák erőd, mely az Amilba ömlő Karatusz partján áll. Az után az út véget ér, és csak keskeny ösvény vezet tovább az Amil mentén a Szajánok hegyei felé.
Az aranyláz idején a kozák falu az aranymosók egyik központi települése volt. Évente szeptemberben tartott vásárain lisztet, gabonaféléket, bőröket lehetett nagy mennyiségban beszerezni. Az árut részben a Jenyiszejen szállították az északi központokba (Krasznojarszk, Jenyiszejszk), részben délre az Amil-menti aranymosó telepekre. 
1924-ben a település az akkor létrehozott járás székhelye lett.